# Marea Ducesă Maria Pavlovna a Rusiei (1890–1958)
Marea Ducesă Maria Pavlovna a Rusiei (18 aprilie [6 aprilie S.V.] 1890  – 13 decembrie 1958) a fost fiica Marelui Duce Paul Alexandrovici al Rusiei și a Alexandrei Georgievna a Greciei. În familie i se spunea "Marie", varianta franțuzească a numelui.
Bunicii paterni erau Alexandru al II-lea al Rusiei și împărăteasa Maria Alexandrovna. Bunicii materni erau George I al Greciei și Marea Ducesă Olga Constantinovna a Rusiei.

## Copilăria

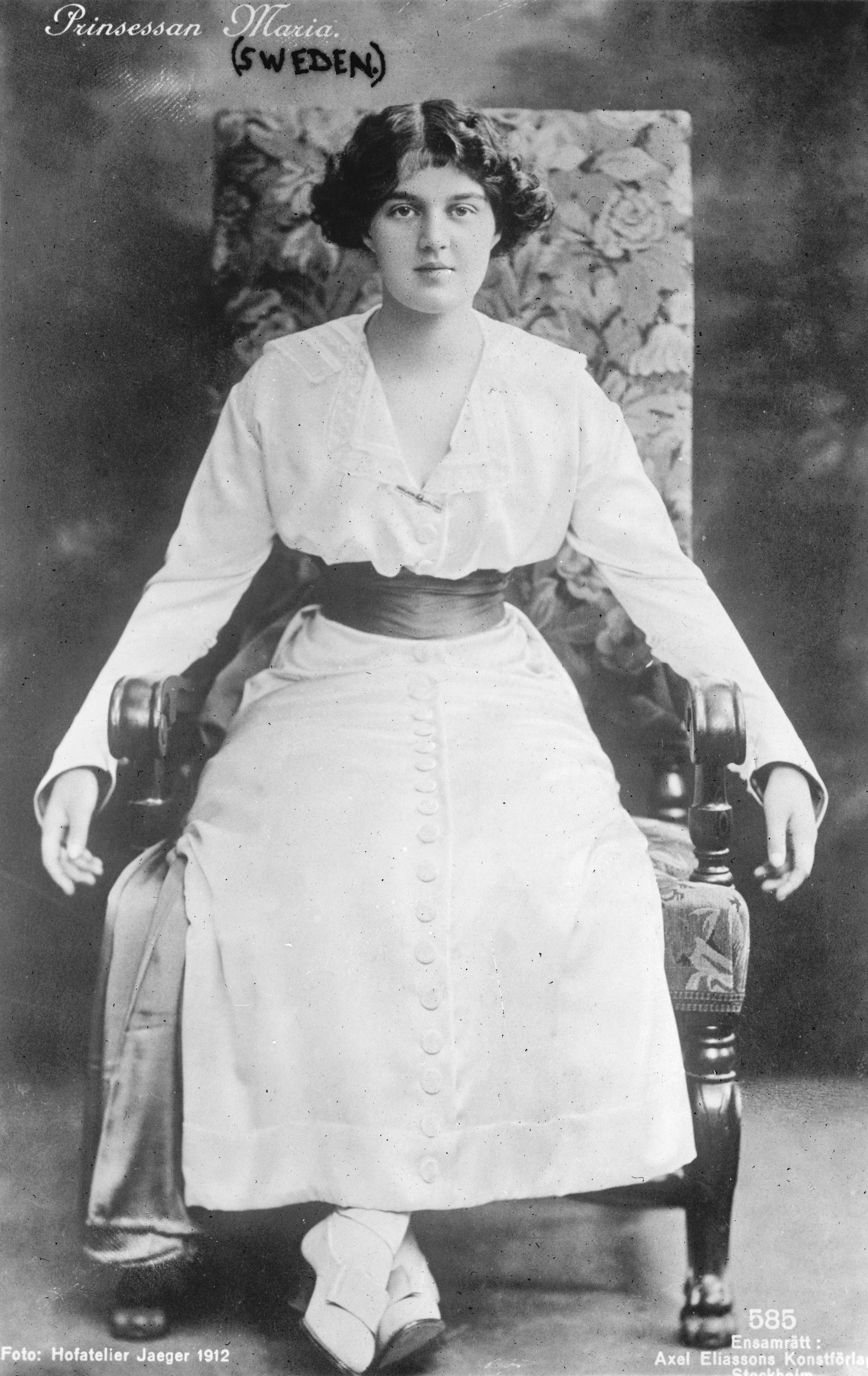
Marea Ducesă Maria Pavlovna la vârsta 22 de ani.

Mama Mariei, Alexandra Georgievna a Greciei, a murit curând după nașterea celui de-al doilea copil, Marele Duce Dmitri Pavlovici, când Maria avea doi ani. Tatăl său a fost înnebunit de durere iar la funeralii a trebuit să fie ținut de fratele său, Marele Duce Serghei Alexandrovici. O perioadă, Serghei și soția sa, Marea Ducesă Elisabeta Fiodorovna, au avut grijă de cei doi copii ai fratelui său. După ce Paul și-a revenit, a luat copiii., însă aceștia au continuat să-și petreacă Crăciunurile și vacanțele de vară la Serghei și Elisabeta, care nu aveau copii. Cuplul a amenajat un loc de joacă și dormitoare pentru cei doi, acasă la ei, la Ilinskoe. Până a împlinit șase ani, Maria n-a vorbit nici un cuvânt în rusă deoarece toate guvernantele sale erau englezoaice. Mai târziu a avut o altă guvernantă, mademoiselle Hélène, care a învățat-o franceza și care a stat cu ea până când s-a măritat.
În 1902 tatăl ei s-a căsătorit cu Olga Valerianovna Paley. Căsătoria n-a fost aprobată de Țarul Nicolae al II-lea, Marele Duce Paul a fost exilat iar copiii au fost plasați în custodia lui Serghei și a Elisabetei. Maria și Dmitri erau supărați de pierderea tatălui lor și i-au scris împărătesei-mamă Maria Feodorovna o scrisoare prin care o rugau să-l convingă pe Țar să revină asupra deciziei.
Maria a avut o relație destul de încordată cu mătușa sa, care a fost singura mamă pe care a cunoscut-o. Ea a scris în memoriile sale că mătușa ei era rece cu ea în timpul copilăriei. Adolescenta Maria era "plină de viață și foarte veselă" spunea sora mamei sale, Marea Ducesă Maria Georgievna a Rusiei, "însă înclinată spre egoism și încăpățânare și destul de greu de controlat."
În 1905, la Kremlin, unchiul ei a fost ucis de o bombă în timpul Revoluției. Ambii copii au fost răvășiți emoțional, însă în mod special Dmitri, scria Elisabeta, care era îngrozit că va fi trimis să locuiască cu tatăl lui. "Dmitri pur și simplu suspină și se agață de mine". Potrivit jurnalului Marelui Duce Constantin Constantinovici, Paul n-a vrut să ia copiii de la Elisabeta.

## Căsătorie și divorț

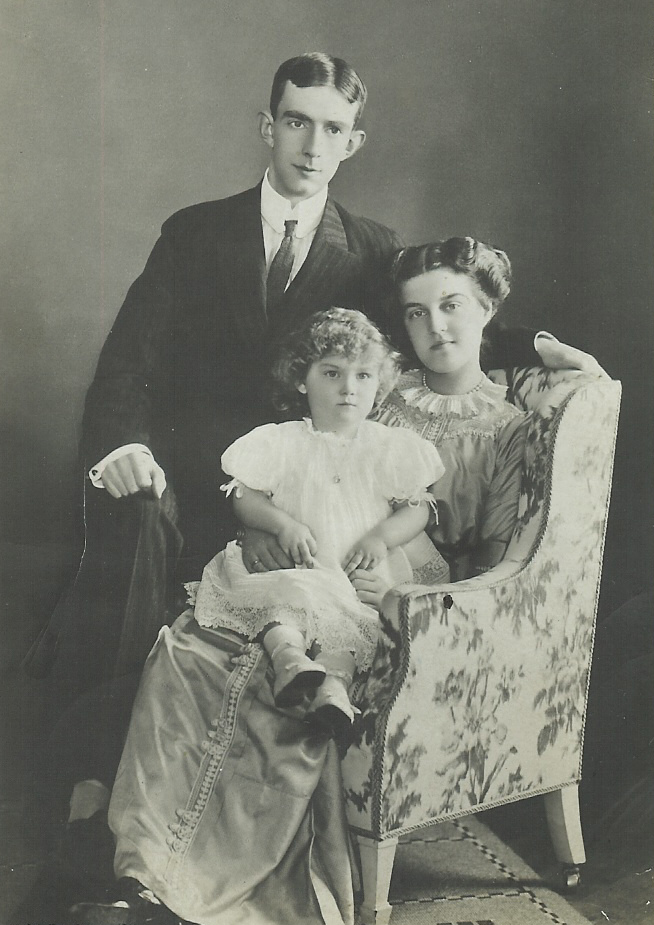
Prințesa Maria, Prințul Vilhelm și Prințul Lennart, 1911.

Un an mai târziu, Maria s-a logodit cu Prințul Vilhelm, Duce de Södermanland, al doilea fiu al regelui Gustav al V-lea al Suediei și al Victoriei de Baden. Inițial, Tatăl Mariei a refuzat să participe la nunta care a avut loc la Tsarskoye Selo la 3 mai 1908 din cauza faptului că Țarul a refuzat să permită soției lui să participe. În cele din urmă Paul a avut o oportunitate să vină în Rusia unde l-a întâlnit pe Vilhelm, care o făcea pe Maria "nebună de fericire." Maria și Vilhelm au avut un singur fiu: Lennart, Duce de Småland și mai târziu Conte Bernadotte.
La început, căsnicia a mers minunat. Maria a cumpărat o casă în Suedia, a adăugat suedeza celorlalte cinci limbi pe care le vorbea și a devenit populară suedezilor. Socrul ei, Gustav VI, aprecia "efervescența, șarmul și neconvenționalitatea ei." Ocazional se juca cu fiul ei; a scris o carte cu alfabetul ilustrat pentru Lennart care a fost ulterior publicată. Totuși, în cele din urmă, căsnicia s-a destrămat când Maria a descoperit că și la curtea Suediei erau tot atâtea restricții ca la curtea Rusiei iar soțul ei care era ofițer naval petrecea puțin timp cu ea. Maria își găsea soțul "rece, timid și nepăsător".
Cuplul a divorțat în 1914. Maria și-a lăsat fiul în custodia tatălui. Lennart a fost crescut la început de bunica paternă și și-a văzut mama rar în anii care au urmat. Într-un interviu, adultul Lennart spunea că mama lui a avut o relație distantă cu el și că nu știa să se poarte bine cu nepoții ei.

## Revoluția și exilul
Maria s-a întors în Rusia, unde locuia în apropierea fratelui ei Dmitri de care era profund atașată. Tulburat de intensitatea sentimentelor surorii sale față de el, Dmitri s-a distanțat, rănind-o puternic. În timpul Primului Război Mondial Maria a fost asistentă medicală la Pskov și a restabilit legătura cu tatăl ei, care avea trei copii. S-a îmbunătățit și relația cu mătușa ei pe care a vizitat-o regulat la mănăstirea la care Elisabeta se retrăsese.

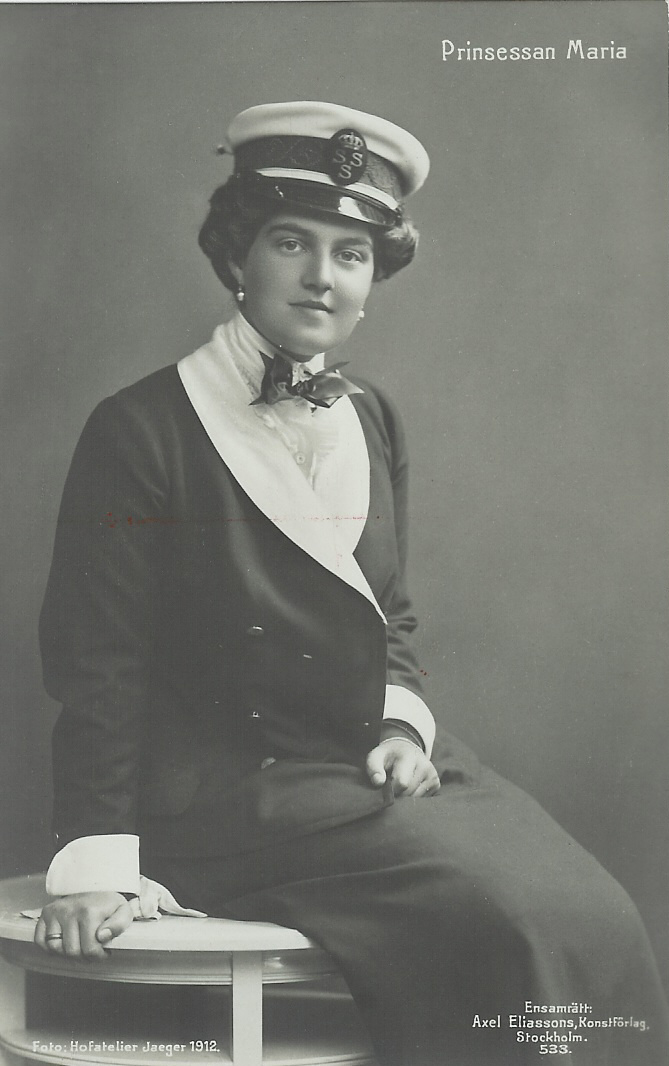
Maria Pavlova

Când a aflat că Dmitri a participat la uciderea lui Grigori Rasputin la 17 decembrie 1916, fără să-i spună nimic despre complot, a fost îngrozită. "Pentru prima dată în viața mea", scria Maria, "fratele meu mi-a părut înstrăinat de mine și acest sentiment mi-a dat fiori." Maria a semnat o scrisoare alături de alți membri ai familiei imperiale, implorându-l pe Nicolae să revină asupra deciziei de a-l exila pe Dmitri pe frontul persic. Țarul a refuzat cererea. Exilul lui Dmitri a însemnat că el nu mai făcea parte dintre Marii Duci Romanovi.
S-a căsătorit cu cel de-al doilea soț, Prințul Serghei Mihailovici Putiatin, în septembrie 1917 la Pavlovsk. Împreună au avut un fiu, Prințul Roman Sergheievici Putiatin (1918 – 1919). Tatăl Mariei, Marele Duce Paul, a trecut la baptism la 18 iulie 1918 în aceeași zi în care fratele vitreg al Mariei, Prințul Vladimir Paley, și mătușa Elisabeta au fost uciși de bolșevici. Tatăl Mariei a fost arestat de bolșevici la sfârșitul lunii iulie 1918 și ucis la 30 ianuarie 1919.

Maria și cel de-al doilea soț l-au lăsat pe micul Roman Sergheievici în grija bunicilor și au părăsit Rusia, mergând întâi în România, la curtea verișoarei sale primare, regina Maria a României, și mai târziu la Paris, apoi la Londra. În 1919 a primit o scrisoare de la părinții soțului ei prin care îi spuneau că Prințul Roman Sergheievici a murit de o boală intestinală.
 
La Londra, Maria s-a întâlnit cu Dmitri. Primul ei an de exil a fost finanțat de bijuteriile cu care a scăpat din Rusia. Mai târziu, ea a deschis un magazin de cusut de calitate și de textile numit "Kitmir" la Paris, devenind un antreprenor de succes în industria modei pariziene. Și-a scris memoriile despre felul cum a crescut în Rusia.
Căsnicia cu Putiatin s-a destrămat în 1923 deși ea a continuat să-i ofere lui Putiatin și rudelor lui asistență financiară. În timpul exilului ei, a locuit în special în Germania, Suedia și Spania la invitația reginei spaniole. A trăit 12 ani în Statele Unite înainte să se mute în Argentina. A locuit la Buenos Aires și după cel de-Al Doilea Război Mondial, în Europa.
A murit la vârsta de 68 de ani în orașul Konstanz din Germania de Vest și a fost înmormântată alături de fratele ei Dmitri, la o biserică din Mainau, posesiunea fiului ei Lennart.